# Corrado Venini
(C. Venini, lettera indirizzata al figlio Giulio)
Corrado Venini (Como, 4 gennaio 1880 – Monte Maggio, 20 maggio 1916) è stato un militare italiano, decorato di Medaglia d'oro al valor militare alla memoria durante il corso della prima guerra mondiale.

## Biografia
Nacque a Como il 4 gennaio 1880, all'interno di una agiata famiglia di origini nobili, figlio di Guido e Gioconda Caimi.
Dopo aver frequentato il Liceo Ginnasio "Alessandro Volta" di Como, intraprende la carriera militare, arruolandosi nel Regio Esercito il 29 ottobre 1898, e iniziando a frequentare il corso per allievi ufficiali presso la Regia Accademia Militare di Fanteria e Cavalleria di Modena, da cui uscì nel settembre 1900 con il grado di sottotenente in servizio permanente effettivo, assegnato al 3º Reggimento alpini del corpo degli alpini.
Promosso tenente nel dicembre 1903, viene assegnato alla neocostituita compagnia sciatori con cui eseguì ardite escursioni in ambito montano, e componendo, nel 1909, l'Inno degli alpini sciatori, canto destinato ad avere poi una grande fortuna nel corso della guerra.
Nel settembre 1905 si distinse durante il corso delle operazioni di soccorso alle popolazioni colpite dal terremoto in Calabria, ricevendo successivamente un attestato di benemerenza.
Promosso capitano a scelta nel dicembre 1912, fu trasferito in forza al 5º Reggimento alpini, e dal gennaio 1913 prese parte alla guerra italo-turca, al comando di una compagnia del battaglione "Vestone", meritandosi tre encomi solenni per le azioni di Teneduk, Assaba, Ettangi e Mduar. Rientrò in patria nel febbraio del 1914. Nel 1915 gli nasce il figlio Giulio, destinato ad essere insignito, come lui, della massima riconoscenza al Valor Militare.

### La prima guerra mondiale
Con l'entrata in guerra del Regno d'Italia, avvenuta il 24 maggio 1915, assunse temporaneamente il comando del battaglione Vestone, iniziando le operazioni belliche contro l'Austria-Ungheria in Valle di Ledro, in Trentino. Nei mesi successivi, combatte nel settore delle Giudicarie, distinguendosi, in ottobre, nel vittorioso attacco contro Cima Nodice e poi, in dicembre, contro Monte Vies.
Nell'aprile del 1916, al comando della 91ª Compagnia, fu mandato con la sua unità a costituire, insieme ad altre, il nuovo battaglione "Monte Suello" che, in maggio, venne inviato sull'altopiano dei Sette Comuni per contrastare la Strafexpedition, scatenatasi il 15 maggio dello stesso anno.
Già destinato ad altro incarico non volle abbandonare i propri uomini, e il 18 maggio, dopo tre giorni di violentissimi combattimenti, espostosi per dirigere l'azione della propria compagnia che si trovava in difficoltà, venne gravemente ferito dal fuoco nemico. Per non abbandonare la linea di combattimento rifiutò, però, di farsi trasportare al posto di medicazione rimanendo al suo posto di comando per altre sette ore, prima di lasciare la linea del fuoco. Trasportato presso la 35ª Sezione di Sanità, decedette due giorni dopo.
Alla sua memoria fu conferita dapprima la Medaglia d'argento al valor militare, con Decreto Luogotenenziale del 7 dicembre 1916, che fu poi tramutata in Medaglia d’oro con Regio Decreto 8 gennaio 1922. La massima onorificenza venne consegnata a suo figlio Giulio da Re Vittorio Emanuele III durante un'apposita cerimonia tenutasi a Bergamo il 15 giugno 1922.

## Riconoscimenti
Numerosi sono i riconoscimenti che, in varie località italiane e specialmente tra Como e Milano, sono stati tributati alla memoria del capitano Corrado Venini.
In particolare, Como, la sua città natale, gli ha intitolato una piazza, Piazza Medaglie d'Oro (il nome di Venini è riportato insieme agli altri decorati di Medaglia d'oro comaschi), una via, attuale Via Corrado e Giulio Venini, e la scuola elementare "Corrado e Giulio Venini". La città di Milano gli ha invece intitolato una via, attuale Via Giulio e Corrado Venini nel quartiere NoLo e la scuola elementare "Giulio e Corrado Venini". La sezione dell'Associazione Nazionale Alpini di Varenna porta il suo nome, così come il Forte di Oga a Oga di Valdisotto.

### Annotazioni
1. ↑  La sua famiglia era originaria di Porlezza, sul lago di Como.
2. ↑  Allora si stava sperimentando l'utilizzo degli sci in ambito militare, e lui divenne istruttore dei primi corsi per alpini sciatori,.